# 2007年度SINA Music樂壇民意指數頒獎禮得獎名單
SINA Music樂壇民意指數頒獎禮2007於2008年1月15日假香港國際展貿中心Star Hall舉行，主題為「Stop on Music Power」，主持為崔建邦、楊愛瑾，當晚共頒發20個項目，其中14項「我最喜愛」獎項為由網民選舉得出，別具意義，總共35個獎項，以下為當晚的得獎名單：

## 得獎名單
- SINA Music全年最高收聽率
  - 《All About Love》 ──楊千嬅

- SINA Music最高收聽率十大歌曲
  - 《男人KTV》 ──側田
  - 《鍾無豔》 ──謝安琪
  - 《大女仔》 ──鄭融
  - 《電燈膽》 ──鄧麗欣
  - 《思前戀後》 ──孫耀威
  - 《逼得太緊》 ──吳雨霏
  - 《Crying In The Party》 ──陳奕迅
  - 《愛回家》 ──古巨基
  - 《酷愛》 ──張敬軒
  - 《All About Love》 ──楊千嬅

- SINA Music合唱歌曲大獎
  - 《山歌》 ──側田、吳雨霏

- SINA Music最高收視MV大獎
  - 《3/8》 ──謝安琪

- SINA Music新浪直播室 —最高收視大獎
  - 農夫

- SINA Music全碟試聽 —最高收聽率大碟
  - 孫耀威

- SINA Music LIVE 現場演繹大獎
  - 關楚耀

- 我最喜愛至尊國語金曲
  - 《中國話》 ──S.H.E

- 我最喜愛唱作人
  - 側田

- 我最喜愛演唱會
  - 《Moving On Stage 1 演唱會》 ──陳奕迅

- 我最喜愛男新人
  - 金獎：周柏豪
  - 銀獎：陳柏宇
  - 銅獎：小肥

- 我最喜愛女新人
  - 金獎：江若琳
  - 銀獎：李卓庭
  - 銅獎：萱寧

- 我最喜愛新組合
  - 金獎：HotCha
  - 銀獎：棒棒堂
  - 銅獎：星光幫

- 我最喜愛至尊大碟
  - 《Moments》 ──古巨基

- 我最喜愛男歌手（香港）
  - 古巨基

- 我最喜愛女歌手（香港）
  - 楊千嬅

- 我最喜愛組合（香港）
  - 農夫

- 我最喜愛男歌手（全國）
  - 王力宏

- 我最喜愛女歌手（全國）
  - 張靚穎

- 我最喜愛組合（全國）
  - S.H.E

- 我最喜愛至尊金曲
  - 《酷愛》 ──張敬軒

## 媒體播放
於香港、中國、台灣網上直播及重溫。另外，本年度之賽果並不計算入四台聯頒音樂大獎內。

## 參看
- SINA Music樂壇民意指數頒獎禮